# Sud-Vendée-Littoral
Sud-Vendée-Littoral (SVL) est une communauté de communes française située dans le département de la Vendée et la région des Pays-de-la-Loire.
Issue de la fusion de la communauté de communes des Isles-du-Marais-Poitevin, de celle du Pays-Mareuillais, de celle du Pays-Né-de-la-Mer et du celle du Pays-de-Sainte-Hermine, elle devient, au 1er janvier 2017, la première communauté de communes de la Vendée pour ce qui est de la population avec 54 468 habitants (recensement de 2014).

## Histoire
Dans le cadre de la loi du 7 août 2015 portant nouvelle organisation territoriale de la République (Notre), le Gouvernement élève à 15 000 habitants le seuil des intercommunalités à fiscalité propre dans le but d’obtenir des territoires plus cohérents, adaptés aux « bassins de vie » et dotés d’une capacité de mutualisation plus importante.
Dans la partie ouest du sud de la Vendée, trois communautés de communes sont donc contraintes à s’associer : les Isles-du-Marais-Poitevin (11 257 habitants), le Pays-Mareuillais (9 314 habitants) et le Pays-de-Sainte-Hermine (11 160 habitants). Avec le Pays-Né-de-la-Mer, ces intercommunalités collaboraient déjà dans au sein de syndicats mixtes, comme le syndicat d’élimination des ordures ménagères du secteur de Luçon ou encore le syndicat du pays de Luçon (chargé du SCOT). En conséquence, le schéma départemental de coopération intercommunale de la Vendée, proposé par le préfet en mars 2016, suggère une fusion de ces structures entre elles.
La communauté de communes est créée par un arrêté préfectoral pris le 28 décembre 2016, avec effet au 1er janvier 2017.
Le 1er janvier 2022, L'Aiguillon-sur-Mer et La Faute-sur-Mer fusionnent pour constituer la commune nouvelle de L'Aiguillon-la-Presqu'île, réduisant à 43 le nombre de communes associées.
Sud-Vendée-Littoral  rejoint le pôle métropolitain Pôle Centre-Atlantique en mars 2022 afin de travailler avec les intercommunalités voisines sur des thèmes communs tels que l’économie ou le tourisme.
Le 1er janvier 2025, les communes de Sainte-Hermine et de Saint-Jean-de-Beugné fusionnent pour constituer la commune nouvelle de Saint-Jean-d'Hermine. Le nombre de communes est de 42.

## Toponymie
Le nom de Sud-Vendée-Littoral, fait partie des onze appellations proposées lors d’une réunion des élus, le 6 juin 2016 ; celui-ci est approuvé au cours de l’été par l’ensemble des élus du territoire.

## Territoire communautaire

### Géographie
Située au sud  du département de la Vendée, dans un territoire marqué du point de vue paysager par tous les types de pays : le Bocage vendéen, la Plaine vendéenne et le Marais poitevin, la communauté de communes Sud Vendée Littoral se trouve entre les agglomérations de Niort (70 km), La Rochelle (40 km), La Roche-sur-Yon (32 km) et Nantes (100 km).
Son territoire d'environ 950 km2, à dominante rural, est structuré par les bourgs-centres de Luçon, Sainte-Hermine, Mareuil-sur-Lay-Dissais, Saint-Michel-en-l'Herm et Chaillé-les-Marais  est desservi par les autoroutes A83 et A87. Deux stations balnéaires y sont implantées : L'Aiguillon-la-Presqu'île et La Tranche-sur-Mer.

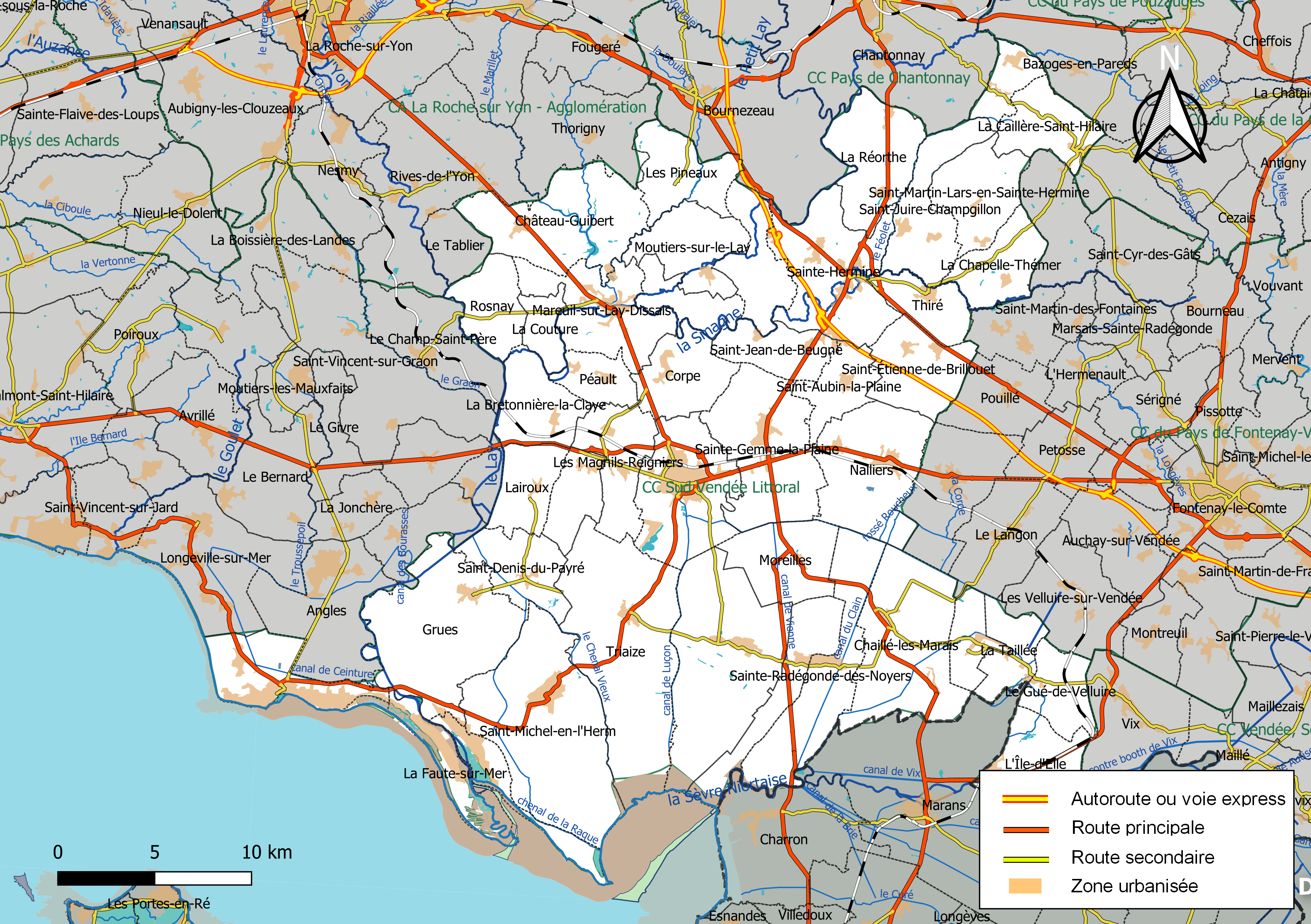
Carte de la communauté de communes Sud Vendée Littoral au 1er janvier 2019.

### Composition

Limites communales du territoire communautaire.

En 2025, la communauté de communes est composée des 42 communes suivantes :

| Nom                                 | Code Insee | Gentilé          | Superficie (km2) | Population (dernière pop. légale) | Densité (hab./km2) |
| ----------------------------------- | ---------- | ---------------- | ---------------- | --------------------------------- | ------------------ |
| Luçon (siège)                       | 85128      | Luçonnais        | 31,52            | 9 450 (2022)                      | 300                |
| L’Aiguillon-la-Presqu’île           | 85001      |                  | 15,68            | 2 808 (2022)                      | 179                |
| Bessay                              | 85023      | Bessayens        | 10,79            | 449 (2022)                        | 42                 |
| La Bretonnière-la-Claye             | 85036      | Bretons-Clayois  | 16,48            | 587 (2022)                        | 36                 |
| La Caillère-Saint-Hilaire           | 85040      | Caillerots       | 15,28            | 1 100 (2022)                      | 72                 |
| Chaillé-les-Marais                  | 85042      | Chaillezais      | 39,96            | 1 909 (2022)                      | 48                 |
| Champagné-les-Marais                | 85049      | Champagnelais    | 49,82            | 1 816 (2022)                      | 36                 |
| La Chapelle-Thémer                  | 85056      | Théméraires      | 15,1             | 394 (2022)                        | 26                 |
| Chasnais                            | 85058      | Chanaisiens      | 10,77            | 792 (2022)                        | 74                 |
| Château-Guibert                     | 85061      | Castelguibertins | 35,16            | 1 550 (2022)                      | 44                 |
| Corpe                               | 85073      | Corpais          | 17,1             | 1 025 (2022)                      | 60                 |
| La Couture                          | 85074      | Couturois        | 7,03             | 229 (2022)                        | 33                 |
| Grues                               | 85104      | Gruaulais        | 47,18            | 910 (2022)                        | 19                 |
| Le Gué-de-Velluire                  | 85105      | Guétréens        | 12,81            | 516 (2022)                        | 40                 |
| L’Île-d’Elle                        | 85111      | Nellezais        | 19,09            | 1 505 (2022)                      | 79                 |
| La Jaudonnière                      | 85115      | Jaudoins         | 8,27             | 647 (2022)                        | 78                 |
| Lairoux                             | 85117      | Lairousiens      | 13,19            | 601 (2022)                        | 46                 |
| Les Magnils-Reigniers               | 85131      | Magnilais        | 17,96            | 1 461 (2022)                      | 81                 |
| Mareuil-sur-Lay-Dissais             | 85135      | Mareuillais      | 25,65            | 2 773 (2022)                      | 108                |
| Moreilles                           | 85149      | Moreillais       | 19,68            | 408 (2022)                        | 21                 |
| Moutiers-sur-le-Lay                 | 85157      | Moutiérois       | 18,28            | 823 (2022)                        | 45                 |
| Nalliers                            | 85159      | Nalliérois       | 33,61            | 2 372 (2022)                      | 71                 |
| Péault                              | 85171      | Péaltais         | 9,09             | 618 (2022)                        | 68                 |
| Les Pineaux                         | 85175      | Pineaulais       | 17,44            | 678 (2022)                        | 39                 |
| Puyravault                          | 85185      | Puyravaultais    | 17,07            | 646 (2022)                        | 38                 |
| La Réorthe                          | 85188      | Réorthais        | 23,88            | 1 157 (2022)                      | 48                 |
| Rosnay                              | 85193      | Rosnaysiens      | 14,11            | 664 (2022)                        | 47                 |
| Saint-Aubin-la-Plaine               | 85199      | Saint-Aubinois   | 11,63            | 533 (2022)                        | 46                 |
| Saint-Denis-du-Payré                | 85207      | Saint-Denisolais | 16,24            | 413 (2022)                        | 25                 |
| Saint-Étienne-de-Brillouet          | 85209      | Stéphanois       | 18,93            | 613 (2022)                        | 32                 |
| Saint-Jean-d'Hermine                | 85223      |                  | 47,83            | 3 593 (2022)                      | 75                 |
| Saint-Juire-Champgillon             | 85235      | Saint-Juiriens   | 20,75            | 427 (2022)                        | 21                 |
| Saint-Martin-Lars-en-Sainte-Hermine | 85248      | Saint-Martinois  | 18,81            | 421 (2022)                        | 22                 |
| Saint-Michel-en-l’Herm              | 85255      | Michelais        | 54,8             | 2 347 (2022)                      | 43                 |
| Sainte-Gemme-la-Plaine              | 85216      | Gemmois          | 35,52            | 2 074 (2022)                      | 58                 |
| Sainte-Pexine                       | 85261      | Pexinois         | 15,76            | 297 (2022)                        | 19                 |
| Sainte-Radégonde-des-Noyers         | 85267      | Radegondins      | 31,13            | 982 (2022)                        | 32                 |
| La Taillée                          | 85286      | Taillezais       | 11,57            | 551 (2022)                        | 48                 |
| Thiré                               | 85290      | Thiréens         | 11,6             | 538 (2022)                        | 46                 |
| La Tranche-sur-Mer                  | 85294      | Tranchais        | 17,63            | 3 129 (2022)                      | 177                |
| Triaize                             | 85297      | Triolais         | 58,8             | 1 061 (2022)                      | 18                 |
| Vouillé-les-Marais                  | 85304      | Vouillezais      | 9,14             | 782 (2022)                        | 86                 |

### Circonscriptions administratives et électorales
À la suite de l’arrêté du préfet de région du 25 octobre 2016 portant modification des limites des arrondissements du département, plusieurs communes ont quitté (au 1er janvier 2017) l’arrondissement de La Roche-sur-Yon pour celui de Fontenay-le-Comte. Il s’agit des onze communes de l’ancien canton de Mareuil-sur-Lay-Dissais : Bessay, La Bretonnière-la-Claye, Château-Guibert, Corpe, La Couture, Mareuil-sur-Lay-Dissais, Moutiers-sur-le-Lay, Péault, Les Pineaux, Rosnay et Sainte-Pexine. Néanmoins, La Faute-sur-Mer et La Tranche-sur-Mer demeurent dans le périmètre de l’arrondissement des Sables-d’Olonne.
Par ailleurs, pour l'élection des conseillers départementaux, les communes membres relèvent des cantons de La Châtaigneraie, de Luçon, de Fontenay-le-Comte et de Mareuil-sur-Lay-Dissais depuis le redécoupage cantonal de 2014.

### Démographie
| 1968   | 1975   | 1982   | 1990   | 1999   | 2010   | 2015   | 2022   |
| ------ | ------ | ------ | ------ | ------ | ------ | ------ | ------ |
| 43 736 | 43 057 | 43 993 | 45 068 | 46 498 | 53 062 | 54 732 | 55 649 |

## Administration

### Siège
Le siège de Sud-Vendée-Littoral se situe dans l’ancien bâtiment de l’entreprise Marchegay acquis en 2015 par le Pays-Né-de-la-Mer ; il est localisé au 107, avenue du Maréchal-de-Lattre-de-Tassigny, à Luçon.

### Élus
La communauté de communes est administrée par son conseil communautaire, composé de  72 conseillers municipaux représentant chacune des  communes membres et répartis, pour la mandature 2020-206, de la manière suivante en fonction de leur population : 

- 12 délégués pour Luçon ;

- 4 délégués pour Saint-Jean-d'Hermine ;

- 3 délégués pour L'Aiguillon-la-Presqu'île, Mareuil-sur-Lay-Dissais, Nalliers, Saint-Michel-en-l'Herm, La Tranche-sur-Mer ;

- 2 délégués pour Chaillé-les-Marais, Champagné-les-Marais, Château-Guibert , L'Île-d'Elle, Les Magnils-Reigners, Sainte-Gemme-la-Plaine ;

- 1 délégué ou son suppléant, pour les 29 autres communes.
Au terme des élections municipales de 2020 dans la Vendée, le conseil communautaire renouvelé du 9 juillet 2020 a réélu sa présidente, Brigitte Hybert, maire de Moutiers-sur-le-Lay, et élu ses 15 vice-présidents, qui sont, : 
1. Nicolas Vannier, maire des Magnils-Reigniers, chargé de la commission Finances ;
2. M. Dominique Bonnin, maire de Luçon, chargé de la commission Aménagement du territoire ;
3. Bruno Fabre, maire de Nalliers, chargé de la commission Développement économique et aménagement numérique ;
4. James Gandrieau, maire de Sainte-Pexine, chargé de la commission Environnement, eau, SPANC et GEMAPI ;
5. Philippe Barré, maire de Sainte-Hermine, chargé de la commission Habitat ;
6. Laurent Huger, maire de La Faute-sur-Mer, chargé de la commission Tourisme ;
7. Pierre Careil, maire de Sainte-Gemme-la-Plaine, chargé de la commission Politique des déchets ;
8. Marie Barraud, maire-adjointe de Moreilles, chargée de la commission Enfance-jeunesse ;
9. David Marchegay, maire de La Bretonnière-la-Claye, chargé de la commission Énergies renouvelables ;
10. Guy Barbot, maire de Triaize chargé de la commission Lecture publique, culture et musique ;
11. René Froment, maire de Sainte-Radégonde-des-Noyers chargé de la commission Mobilité ;
12. Françoise Baudry, maire de Saint-Juire-Champgillon chargée de la commission Affaires sociales, santé, préventionséniors ;
13. Patrice Gendronneau, maire-adjoint de Mareuil-sur-Lay-Dissais, chargé de la commission Equipements sportifs et centre aquatiques ;
14. Éric Sautreau, maire de Saint-Michel-en-l’Hermn chargé de la commission Patrimoine, bâtiments, espaces verts et voirie ;
15. Arnaud Charpentier, maire-adjoint de Luçon, chargé de la commission Mutualisation.

### Liste des présidents
| Période          | Période                        | Identité         | Étiquette | Qualité |
| ---------------- | ------------------------------ | ---------------- | --------- | --- |
| 13 janvier 2017, | 21 novembre 2024               | Brigitte Hybert, |           | Restauratrice, Maire de Moutiers-sur-le-Lay (2008-2024), Présidente de la communauté de communes du Pays-Mareuillais (2014-2016) Conseillère départementale de la Vendée, élue dans le canton de Mareuil-sur-Lay-Dissais (depuis 2015), 10e vice-présidente du conseil départemental de la Vendée (2021-2024), |
| 28 novembre 2024 | En cours (au 28 novembre 2024) | Nicolas Vannier  |           | Conseiller financier Maire des Magnils-Reigniers (depuis 2014), |

### Compétences
L'intercommunalité exerce les compétences qui lui ont été transférées par les communes membres, dans les conditions déterminées par le code général des collectivités territoriales. Aux termes de ses statuts approuvés par arrêté préfectoral du 25 mai 2021, il s'agit de : 
- Aménagement de l'espace :  schéma de cohérence territoriale (SCoT), plan local d'urbanisme (PLU), carte communale et documents d'urbanisme en tenant lieu, zones d'aménagement concerté (ZAC) d'intérêt communautaire ;
- Développement économique : zones d'activité ; politique locale du commerce et soutien aux activités commerciales d'intérêt communautaire ; promotion du tourisme, dont la création d'offices de tourisme ;
- Gestion des milieux aquatiques et prévention des inondations (GEMAPI) ;
- aires d'accueil des gens du voyage et des terrains familiaux locatifs ;
- Collecte et traitement des déchets des ménages et déchets assimilés ;
- Eau ;
- Protection et mise en valeur de l'environnement ;
- Politique du logement et du cadre de vie pour la conduite d'actions d'intérêt communautaire ;
- Voirie d'intérêt communautaire ;
- Équipements culturels et sportifs d'intérêt communautaire et équipements de l'enseignement préélémentaire et élémentaire d'intérêt communautaire ;
- Action sociale d'intérêt communautaire ;
- Maisons de services au public ;
- Assainissement non collectif ;
- Organisation de la mobilité ;
- Communications électroniques : réseaux de communications électroniques, point de raccordements mutualisés...
- Enfance-jeunesse : structures petite enfance (Maison de l'Enfance à Luçon : « A petits pas », Maison de l'Enfance à Sainte Hermine « Les p'tits Loulous », Relais Assistantes Maternelles à Mareuil sur Lay Dissais), loisirs éducatifs enfance jeunesse (accueil de Loisirs sans Hébergement à Triaize, L'Aiguillon sur Mer, Mareuil sur Lay Dissais, Sainte Hermine, La Caillère Saint Hilaire, Sainte Gemme La Plaine, L'Ile d'Elle, Puyravault et Chaillé Les marais ; accueils collectifs de mineurs ; actions dans le cadre de contrats conclus notamment avec la Caisse d'Allocations Familiales ; action culturelle, sportive éducative en milieu scolaire (maternelle et primaire) concernant l'ensemble des écoles du territoire, transports scolaires ...
- Sécurité incendie : entretien et remplacement des bouches et poteaux d'incendie ;
- fourrière animale ;
- Construction et entretien de bâtiments pour certains services publics (gendarmerie nationale et Trésor public à Sainte Hermine et Chaillé les Marais)
- Bâtiments de maisons de santé (Chaillé les Marais, Gué de Velluire, Ile d'Elle, Nalliers, Sainte Hermine) ;
- Culture : lecture publique ; programmation de l'espace culturel communautaire situé à Saint Michel en l'Herm ; développement de l'animation socio-culturelle, dans le cadre des équipements communautaires existants, exercée par l'association « La Maison du Petit Poitou » à Chaillé les Marais et l'association « Le Jean-Baptiste » à Chaillé les Marais.
- Maison du Maître de Digues à Chaillé les Marais ;
- Zone du Marillet située à Bellenoue (Château-Guibert) ;
- Participation, appui à l'organisation de manifestations et d'événements exceptionnels sportifs, culturels ou de loisirs. Les manifestations ou événements soutenus par le conseil départemental ou le conseil régional.

### Régime fiscal et budget
La communauté de communes est un établissement public de coopération intercommunale à fiscalité propre.
Afin de financer l'exercice de ses compétences, l'intercommunalité perçoit la fiscalité professionnelle unique (FPU) – qui a succédé à la taxe professionnelle unique (TPU) – et assure une péréquation de ressources entre les communes résidentielles et celles dotées de zones d'activité.
Elle perçoit également, selon les communes concernées, une redevance d'enlèvement des ordures ménagères (REOM) ou une taxe d'enlèvement des ordures ménagères (TEOM), ainsi qu'une taxe GEMAPI, qui financent le fonctionnement de ces services publics.
Elle ne reverse pas de dotation de solidarité communautaire (DSC) à ses communes membres.

### Effectifs
Afin de mettre en œuvre ses compétences, la communauté de communes employait au 31 décembre 2021 257 emplois permanents et 34 emplois temporaires.

### Identité visuelle
La communauté de communes se dote d’un logotype provisoire à compter de janvier 2017. À la suite d’un conseil communautaire, le 27 avril 2017, une nouvelle identité visuelle est adoptée.

Logotype provisoire (janvier-avril 2017).
Logotype (d'avril 2017 à septembre 2024).
Logotype (depuis septembre 2024).

## Projets et réalisations
Conformément aux dispositions légales, une communauté de communes a pour objet d'associer des « communes au sein d'un espace de solidarité, en vue de l'élaboration d'un projet commun de développement et d'aménagement de l'espace ».